# Bus factor
Bus factor, „бус фактор“ в превод „автобусен фактор“, „автобусно число“, е израз от жаргона в управлението на проекти и бизнес управлението, с който се означава мярката на концентрация на информация у отделните членове на един колектив, а оттам и тяхната „незаменимост“. Дефинира се като броят на членовете на колектива, които могат внезапно да преустановят работа по даден проект („да бъдат блъснати от автобус“, откъдето идва изразът) преди проектът да пропадне поради липса на информиран или компетентен персонал.
В много проекти по разработка на софтуер, една от целите е информацията да се споделя между членовете на екипа до степен „автобусният фактор“ да нарасне потенциално до размера на целия екип. По-високият „бус фактор“ се възприема за по-добър, тъй като означава, че много отделни членове знаят достатъчно много за проекта, за да го продължат и развиват успешно дори и при възникването на неблагоприятни обстоятелства.
Под „неблагоприятни обстоятелства“ се разбират всякакъв вид събития, които могат да се случат на даден член на колектива, които внезапно и в съществена степен да го възпрепятстват да продължи работата си по колективния проект. Това включва и обстоятелства като преместване на нова работа, раждане на дете, промяна на начина на живот или общественото положение, т.е. не задължително неблагоприятни и за самата личност.
Описани са различни начини за намаляване на „бус фактора“, т.е. осигуряване на по-голяма устойчивост на проекта срещу провал:
- Намаляване на сложността на проекта;
- Документиране на всички процеси в проекта и регулярно обновяване на тази документация;
- Насърчаване на взаимния обмен на знания.[2]